# GRRRR
«GRRRR» es una pista instrumental del disc jockey y productor francés David Guetta. Es el primer sencillo del álbum recopilatorio Fuck Me I'm Famous - Ibiza Mix 2009 y también aparece en la edición deluxe del álbum One Love.

## Formatos y remezclas
| Descarga digital y vinilo |                             |          |  |
| N.º                       | Título                      | Duración |  |
| 1.                        | «GRRRR» (Original Club Mix) | 7:30     |  |

## Posición en listas
| País (2009) | Lista                  | Mejor posición | Ref.  |
| ----------- | ---------------------- | -------------- | ----- |
| Bélgica     | Ultratop 50 (flamenca) | 8              | [ 3 ] |
| Bélgica     | Ultratop 40 (valona)   | 4              | [ 3 ] |